# Eduardo Butler y Anguita
Eduardo Butler y Anguita  (Cádiz, 9 de noviembre de 1826-Madrid, 15 de mayo de 1905) fue un militar español, vicealmirante de la Armada Española. Fue senador por la provincia de La Coruña entre 1898 y 1899.

## Biografía
De origen irlandés, ingresó en la Armada con 14 años como guardiamarina de segunda clase el 17 de marzo de 1841. Navegó por los mares: Océano Septentrional, Meridional, Indico, Pacífico, Mediterráneo y Cantábrico,  con “2130 días de mar efectivos y cerca de catorce años de permanencia en América y Asia” (…) “Es el Vicealmirante más antiguo de la escala activa y goza en el Cuerpo de una gran prestigio y general afecto”, como se recoge en la página 72 de la revista “El Mundo Naval Ilustrado” de fecha 1 de junio de 1897, nº3.
Formó parte de la Junta de Generales de Marina y votó en contra de la entrada en la guerra hispano-estadounidense de 1898. En palabras del autor Pablo de Azcarate, dejó “acreditado no sólo su clarividencia, sino su valor cívico, más meritorio en este caso que el militar”.
Falleció el 15 de mayo de 1905 a causa de la enfermedad cardíaca que padeció desde muy joven. La revista “Vida Marítima” de fecha 20/05/1905 recoge el hecho luctuoso y resume su vida personal y militar: “Víctima de una afección cardíaca falleció en esta corte el 15 del actual el Vicealmirante de la Armada, en situación de reserva, Excmo. Sr. D. Eduardo Butler y Anguita, que ingresó como Guardia marina en 1841, ascendiendo al generalato en junio de 1875. Fue Ayudante de S.M., y en su larga carrera militar desempeñó cargos tan importantes como el de Comandante General del Arsenal de La Habana, los de director general del personal y del material del Ministerio de Marina, Consejero del Supremo de Guerra y Marina, Consejero de Estado, Comandante General de la escuela de instrucción, Capitán General del Departamento de Cádiz, Presidente del Centro Consultivo de la Armada y Jefe de la Jurisdicción de Marina en la corte. 
Perfectísimo caballero, Jefe amado y bondadoso, muy culto e ilustrado, no recogió en vida más que afectos, consideraciones y respetos merecidísimos que después de su muerte irían siempre unidos a su recuerdo, honrando su memoria, y a los que llevan su apellido. 
A sus hijos, distinguidos Jefes Oficiales de la Armada, amigos nuestros muy queridos, y a toda su respetable familia, enviamos nuestro más sentido pésame”
Sus restos mortales reposan en la Sacramental de San Lorenzo y San José, en el cementerio de personajes ilustres. 
Descendencia: tuvo siete hijos, tres de ellos también pertenecieron a la Armada: 
-         Francisco Butler Mir: Nació en Cartagena el 1 de agosto de 1862 y falleció en Segovia el 25 de mayo de 1932. Ingresó el 19 de abril de 1883 en el Cuerpo de Artillería de la Armada Española con el nº1, y obtuvo el grado de General de Brigada de Artillería en 1920 (el 8 de febrero de 1912 había ascendido a Coronel). Siendo Jefe de Construcciones de Artillería Naval y Jefe de la Sección de Artillería en el Ministerio de Marina. Era también Dr. Ingeniero Industrial y especialista en aceros especiales de interés militar. En tiempos difíciles (Guerra de Cuba y Puerto Rico, 25 de abril-12 de agosto de 1898) fue comisionado en Francia para la adquisición y construcción de material bélico con destino a la Escuadra Española. Asimismo, desempeñó análogas misiones durante varios años en Alemania (Düsseldorf) e Inglaterra (Londres) (de marzo de 1906 a abril de 1908), recibiendo muchas condecoraciones entre la que destaca la Placa del Mérito Militar y la Gran Placa de la Orden de San Hermenegildo, siendo Caballero de esta última. Artilló numerosos navíos de la Armada. Gran estudioso del tema militar, por su memoria del curso de instrucción de Artillería de Costa (Mahón, 1905) fue premiado con la Cruz de 2.ª Clase del mérito Militar Naval con distintivo blanco.
-         Eduardo Butler Mir: Guardia marina de segunda clase, falleció a los 22 años, en 1888.
-         José María Butler Mir: Nacido en Cartagena el 5 de septiembre de 1867 y fallecido el 20 de diciembre de 1923. Capitán de Navío de la Real Armada Española, Comandante de los Cruceros “Calamianes”, “Marqués de Molins”, “Marqués de la Victoria” y “ Carlos V). Ayudante de Órdenes de S.M. el rey D. Alfonso XIII. Condecoraciones: Caballero Cruz y Placa de la Real Militar Orden de San Hermenegildo, Caballero de 1.ª y 2.ª Clase del Mérito Naval con distintivo rojo, Medalla Militar de 1.ª Clase, Caballero de la Orden del Salvador de Gracia, Medalla de Alfonso XIII, Medallas de las Campañas de Filipinas y Melilla, Distintivo del Cuarto Militar de S.M. el Rey D.Alfonso XIII
Condecoraciones: Comendador de la orden de Carlos III, Real y Gran Cruz de San Hermenegildo, de la 2.ª clase del Mérito Naval, Gran Cruz del Salvador de Grecia, Gran Oficial de la Orden de la Corona de Italia, Medalla de Amadeo I, Comendador de Número de Carlos III, Comendador de San Benito de Avis de Portugal y Cruz de 2.ª Clase al Mérito Naval con distintivo rojo (por sus servicios a la Patria en los desórdenes de 1867)